# Старовасилёво
Старовасилёво — деревня в муниципальном округе Егорьевск Московской области России.

## География
Деревня Старовасилёво расположена в северо-восточной части Егорьевского района, примерно в 20 км к северо-востоку от города Егорьевска. В 0,5 км к югу от деревни протекает река Поля. Высота над уровнем моря 131 м.

## История
До отмены крепостного права деревня принадлежала помещице Вышеславцевой. После 1861 года деревня вошла в состав Старо-Василевской волости Егорьевского уезда. Приход находился в селе Шатур.
В 1926 году деревня входила в Мало-Гридинский сельсовет Поминовской волости Егорьевского уезда.
До 1994 года Старовасилёво входило в состав Саввинского сельсовета Егорьевского района, а в 1994—2006 годы — Саввинского сельского округа.
Входит в состав сельского поселения Саввинское.

## Демография
В 1885 году в деревне проживало 330 человек, в 1905 году — 359 человек (165 мужчин, 194 женщины), в 1926 году — 406 человек (192 мужчины, 214 женщин). По переписи 2002 года — 22 человека (10 мужчин, 12 женщин). Население — 41 человек (2010).
| 1859 | 1868 | 1885 | 1905 | 1926 | 2002 | 2006 |
| ---- | ---- | ---- | ---- | ---- | ---- | ---- |
| 199  | ↗203 | ↗330 | ↗359 | ↗406 | ↘22  | ↘19  |
| 2010 |      |      |      |      |      |      |
| ↗41  |      |      |      |      |      |      |